# Helmuth Schlömer
Helmuth Schlömer (* 30. Mai 1893 in Hausberge an der Weser bei Minden; † 18. August 1995 in Porta Westfalica-Hausberge) war ein deutscher Offizier, zuletzt Generalleutnant im Zweiten Weltkrieg.

## Leben
Schlömer trat 1913 dem Militär bei und diente als Offizier im Ersten Weltkrieg. Nach dem Krieg wurde er in die Reichswehr übernommen und diente in verschiedenen Einheiten. 1935 wirkte er als Lehrer in der Kriegsschule München. Er führte im Zweiten Weltkrieg als Kommandeur die 3. Infanterie-Division (mot.).
Später leitete Schlömer als Kommandierender General das XIV. Panzerkorps, das als Einheit der 6. Armee an der Schlacht von Stalingrad teilnahm. Bei einem letzten Besuch in Berlin im November 1942 wollte er Hitler von einem Ausbruch aus Stalingrad überzeugen, wurde aber nicht vorgelassen. Da Generaloberst Friedrich Paulus sich als Kommandant der 6. Armee an den Durchhaltebefehl Hitlers gebunden fühlte und die Gesamtkapitulation verweigerte, kapitulierte Generalleutnant Schlömer am 29. Januar 1943 als erster der Kommandeure mit dem Reststab seines Panzerkorps und ging in sowjetische Kriegsgefangenschaft.
Schlömer war einer von fünfzig Generälen, die am 8. Dezember 1944 in dem Aufruf „An Volk und Wehrmacht“ zur Beendigung des Krieges und der Gewaltherrschaft Hitlers aufriefen. 1949 wurde er aus der Gefangenschaft entlassen.

## Auszeichnungen
- Eisernes Kreuz (1914) II. und I. Klasse
- Verwundetenabzeichen (1918) in Silber
- Spange zum Eisernen Kreuz II. und I. Klasse (1939)
- Ritterkreuz des Eisernen Kreuzes mit Eichenlaub[6][7]
  - Ritterkreuz am 2. Oktober 1941
  - Eichenlaub am 22. Dezember 1942 (161. Verleihung)